# Liozancla
Liozancla é um gênero de traça pertencente à família Agonoxenidae.